# ARA Veinticinco de Mayo (V-2)

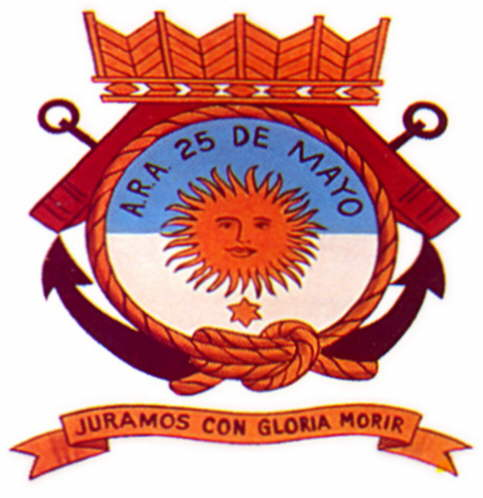
Емблема авіаносця

«Вейнтісі́нко де Майо» (ісп. ARA Veinticinco de Mayo (V-2)) — колишній британський (HMS Venerable (R63)) та голландський (HNLMS Karel Doorman (R81)) легкий авіаносець типу «Колоссус», проданий у 1968 році Аргентині. 

## Історія служби
У 1968 році уряд Аргентини звернувся до уряду Нідерландів з пропозицією купити авіаносець HNLMS Karel Doorman (R81). Угода була укладена 15 жовтня 1968 року. Корабель отримав назву «Вейнтісінко де Майо» («25 травня», на честь дня початку Травневої революції).
Корабель, який був пошкоджений внаслідок пожежі 26 квітня 1968 року, був відремонтований на верфі «Вілтон Феєноорд» і 1 вересня 1969 року вирушив до Аргентини.
У 1972 році для оснащення корабля були закуплені штурмовики «Скайхок». У 1975 та 1980-1981 роках авіаносець пройшов ремонт та модернізації, в ході яких на ньому були встановлені нові РЛС голландського виробництва, а польотна палуба була модернізована для розміщення літаків Dassault-Breguet Super Étendard.
У 1978 році «Вейнтісінко де Майо» планувалось залучити до участі в операції «Суверенітет», в ході якої авіаносець з кораблями супроводу мав завдати ударів по чилійських об'єктах на Вогняній Землі.
Під час Фолклендської війни авіаносець брав участь у висадці аргентинського десанту на Фолклендські острови. Оскільки літаки «Супер Етандер» ще не були готові для дій з борта авіаносця, у бойових діях використовувались 8 штурмовиків «Скайхок», 4 літаки протичовнової оборони Grumman S-2 Tracker та декілька вертольотів.
2 травня 1982 року авіаносець разом із есмінцями супроводу «Сантісіма Тринідад» та «Еркулес» підійшов на відстань 180 миль до британського з'єднання, але після отримання звістки про потоплення крейсера «Генерал Бельграно» підводним човном «Конкерор» відмовився від атаки та повернув назад. Надалі літаки авіаносця діяли з берегових баз.
У квітні 1983 року відбувся перший політ літака «Супер Етандер» з борта авіаносця. Того ж року на кораблі було модернізоване радіоелектронне обладнання для покращення взаємодії з новими есмінцями «Альміранте Браун». 
Через технічні проблеми у 1986 році корабель був виведений в резерв. У 1988 році було вирішено провести докорінну реконструкцію корабля із заміною парових турбін на газотурбінну установку, яка мала би відбутись протягом 1990—1992 років. Але через фінансові проблеми у 1997 році корабель виключили зі складу флоту й у січні 1999 року продали на злам. У 2000 році корабель доправили в Аланг (Індія), де розібрали на метал.